# Woodwardit
Woodwardit ist ein selten vorkommendes Mineral aus der Mineralklasse der „Sulfate, Selenate, Tellurate, Chromate, Molybdate und Wolframate“. Es kristallisiert im trigonalen Kristallsystem mit der chemischen Zusammensetzung Cu1-xAlx(OH)2(SO4)x/2 • nH2O, x = 0,32–0,5 (Kupfer-Analogon des Zincowoodwardit) bzw. ~ [(Cu,Al)9(OH)18][(SO4)2·nH2O] und entwickelt faserige oder traubige Mineral-Aggregate von grünlichblauer bis türkisblauer Farbe und blassblauer Strichfarbe.

## Etymologie und Geschichte
Erstmals gefunden wurde Woodwardit 1866 in Cornwall (England) und beschrieben durch Arthur Herbert Church, der das Mineral nach Samuel Pickworth Woodward (1821–1865), einem englischen Geologen und Naturforscher, benannte.

## Klassifikation
In der veralteten 8. Auflage der Mineralsystematik nach Strunz war der Woodwardit noch nicht aufgeführt.
In der zuletzt 2018 überarbeiteten Lapis-Systematik nach Stefan Weiß, die formal auf der alten Systematik von Karl Hugo Strunz in der 8. Auflage basiert, erhielt das Mineral die System- und Mineralnummer VI/D.08-040. Dies entspricht der Klasse der „Sulfate, Chromate, Molybdate und Wolframate“ und dort der Abteilung „Wasserhaltige Sulfate, mit fremden Anionen“, wo Woodwardit zusammen mit Bechererit, Camérolait, Carbonatcyanotrichit, Carrboydit, Chalkoalumit, Cyanotrichit, Glaukokerinit, Hydrombobomkulit, Hydrowoodwardit, Kyrgyzstanit, Mbobomkulit, Nickelalumit, Spangolith, Zincowoodwardit und Zinkaluminit eine unbenannte Gruppe mit der Systemnummer VI/D.08 bildet.
Die von der International Mineralogical Association (IMA) zuletzt 2009 aktualisierte 9. Auflage der Strunz’schen Mineralsystematik ordnet den Woodwardit in die Klasse der „Sulfate (Selenate, Tellurate, Chromate, Molybdate und Wolframate)“ und dort in die Abteilung „Sulfate (Selenate usw.) mit zusätzlichen Anionen, mit H2O“ ein. Hier ist das Mineral in der Unterabteilung „Mit ausschließlich mittelgroßen Kationen; Lagen von kantenverknüpften Oktaedern“ zu finden, wo es zusammen mit Carrboydit, CO3-SO4-Hydrotalcit-18.5Å, Glaukokerinit, Honessit, Hydrohonessit, Hydrowoodwardit, Motukoreait, Mountkeithit, Natroglaukokerinit, Nikischerit, Shigait, SO4-Hydrotalcit-8.8Å, SO4-Hydrotalcit-11Å, Wermlandit, Zinkaluminit und Zincowoodwardit die „Woodwarditgruppe“ mit der Systemnummer 7.DD.35 bildet.
In der vorwiegend im englischen Sprachraum gebräuchlichen Systematik der Minerale nach Dana hat Woodwardit die System- und Mineralnummer 31.02.02.01. Das entspricht der Klasse der „Sulfate, Chromate und Molybdate“ und dort der Abteilung „Wasserhaltige Sulfate mit Hydroxyl oder Halogen“. Hier findet er sich innerhalb der Unterabteilung „Wasserhaltige Sulfate mit Hydroxyl oder Halogen mit (A+B2+)6(XO4)Zq × x(H2O)“ in der „Woodwarditgruppe“, in der auch Hydrowoodwardit, Zincowoodwardit, Zincowoodwardit-1T und Zincowoodwardit-3R eingeordnet sind.

## Bildung und Fundorte
Woodwardit bildet sich als seltenes Sekundärmineral in der Oxidationszone von Kupfer-Lagerstätten.
Weltweit konnte Woodwardit bisher (Stand: 2010) an rund 50 Fundorten nachgewiesen werden, so unter anderem in Australien, Deutschland, Frankreich, Griechenland, Italien, Japan, Österreich, Sambia, im Vereinigten Königreich (Großbritannien) und in den Vereinigten Staaten von Amerika (USA).

## Kristallstruktur
Woodwardit kristallisiert trigonal in der Raumgruppe R3m (Raumgruppen-Nr. 166) mit den Gitterparametern a = 3,06 Å und c = 25,3 Å sowie 1/3 Formeleinheiten pro Elementarzelle.